# 倉敷市立多津美中学校
倉敷市立多津美中学校（くらしきしりつたつみちゅうがっこう）は、岡山県倉敷市にある公立中学校。
この学校では全国でも珍しい教科教室型システムを採用している。

## 沿革
- 1962年（昭和37年） - 旧新田中学校・帯江中学校・天城中学校を統合、倉敷市立多津美中学校として開校。

## 校訓
- 自分を生かし、人を生かし、強く正しく生きよう

## 部活動
- サッカー部
- 野球部
- バドミントン部
- バスケットボール部
- 剣道部
- ソフトテニス部
- 卓球部
- バレーボール部
- ハンドボール部
- 吹奏楽部
- 家庭科部
- 美術部

## 通学区域が隣接している学校
- 倉敷市立東陽中学校
- 倉敷市立東中学校
- 倉敷市立新田中学校
- 倉敷市立郷内中学校
- 岡山市立灘崎中学校
- 岡山市立興除中学校